# آشیکاگا میتسوکانه
آشیکاگا میتسوکانه (به ژاپنی: 足利 満兼 Ashikaga Mitsukane); ۱ ژانویهٔ ۱۳۷۸ – ۱۰ سپتامبر ۱۴۰۹) سامورایی و سومین کانتو کوبو یا رنیس کاماکورا-فو/ استان کاماکورا اهل ژاپن بود.